# Canal de Saint-Quentin
Pour les articles homonymes, voir Saint-Quentin (homonymie).

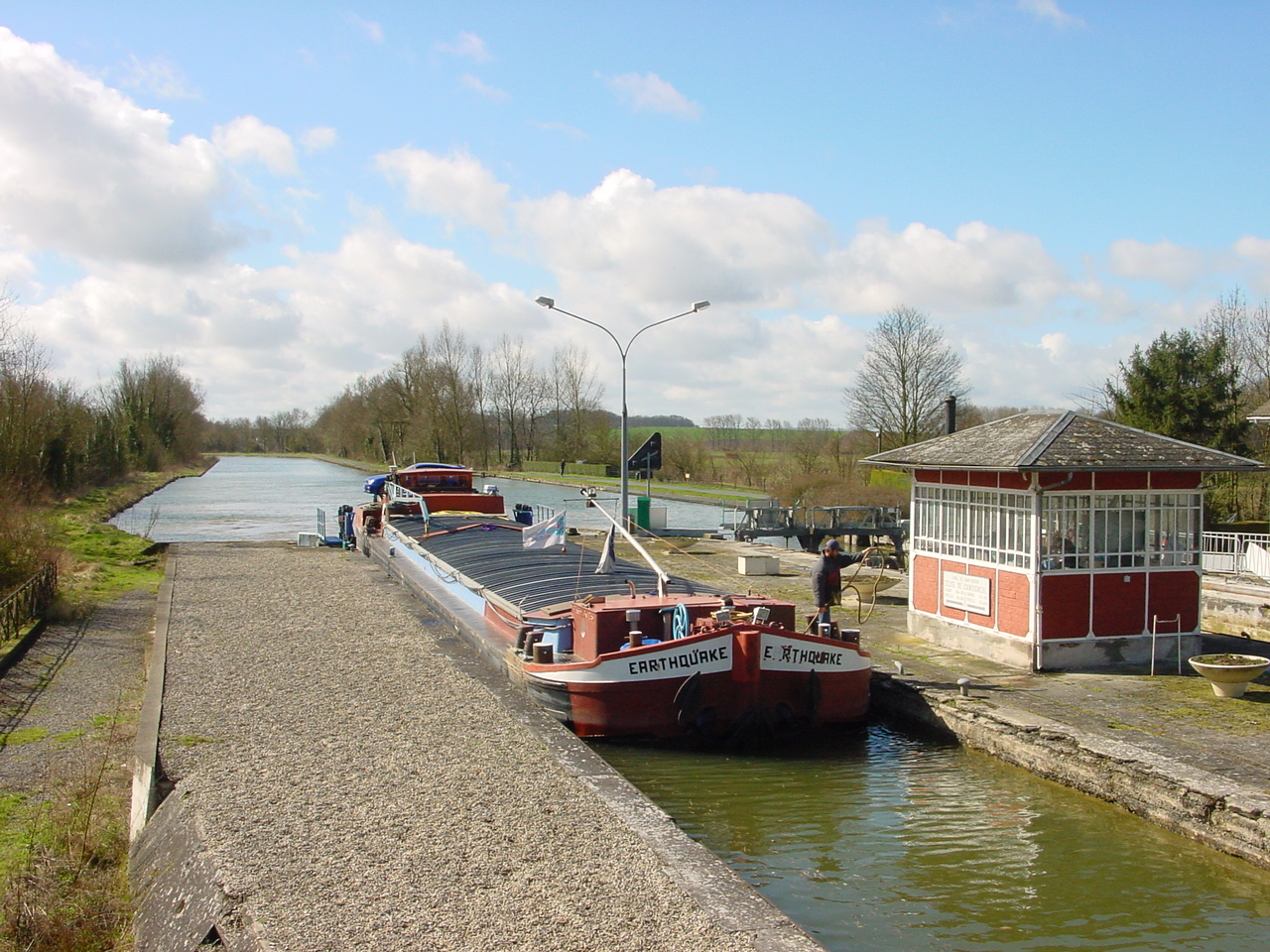
L'écluse de Noyelles-sur-Escaut près de Cambrai.

Le canal de Saint-Quentin, long de 92,5 km, assure la jonction entre l'Oise, la Somme et l'Escaut et met en relation le Bassin parisien, le Nord de la France et la Belgique. Il se compose de deux sections :
- une première, anciennement nommée canal Crozat, de l'Aisne (Chauny) à la Somme (Saint-Simon) et au canal de la Somme ;
- le canal de Saint-Quentin proprement dit de la Somme à l'Escaut (Cambrai).

Il se poursuit :
- au sud de Chauny par le canal latéral à l'Oise ;
- au nord de Cambrai par le canal de l'Escaut qui rejoint le canal Dunkerque-Escaut.

## Histoire

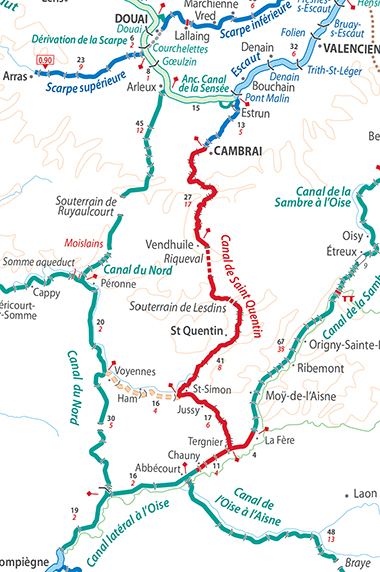
Tracés du canal de Saint-Quentin et du canal du Nord.

### Le canal Crozat ou de Picardie
Les premières réflexions officielles sur la navigation fluviale en Picardie remontent à Mazarin. Elles visent à faciliter le commerce entre la généralité de Picardie et les autres régions de France.
Le 21 novembre 1661, Henry de Lorraine, duc de Guise, adresse une requête pour rendre l'Oise navigable de Novion à Guise, puis jusqu'à La Fère. Le projet est rapidement abandonné.
En 1721, un habitant de Saint-Quentin, Paul Henri Caignard de Marcy, doyen des conseillers de son bailliage, présente un nouveau projet visant à relier et rendre navigables la Somme et l'Oise, entre Saint-Quentin et Sissy. Il obtient la concession en 1724, rachète le privilège aux héritiers du duc de Guise, et crée le 12 décembre 1727 la société Caignart de Marcy afin de financer la construction du canal de Picardie. Le projet consiste à canaliser l'Oise, alimenter le canal de Picardie par les eaux de la Somme et permettre le dessèchement des marais depuis Saint-Quentin. Le 27 septembre 1727, le roi nomme Louis de Règemorte, ingénieur en chef et directeur du canal, et De Préfontaine, ingénieur en second. Ils abandonnent le projet initial de De Marcy, le tracé retenu suit la vallée de la Somme jusqu'à Saint-Simon et rejoint l'Oise à La Fère.
Les travaux commencent en 1728, mais sont abandonnés devant l'ampleur de la dépense. Le 4 juin 1732, Antoine Crozat, marquis du Chatel et riche financier, seul parmi les directeurs de la société à avoir vraiment cru en ce projet, obtient à son tour le privilège de navigation et le droit de créer une nouvelle société afin d'attirer les capitaux nécessaires à la construction du canal.
Il crée la société Crozat, et modifie le tracé initial, ce qui vaut à cette voie d’eau de traverser Tergnier. Il est fait châtelain de Vendeuil. Les travaux sont confiés aux troupes du roi réparties en quatre camps situés à Fargniers, Mennessis, Remigny et Jussy ; de la sorte, la main-d’œuvre locale y participe peu.
À la mort d'Antoine Crozat en 1738 seuls 13 kilomètres sur les 41 prévus sont achevés, ainsi que le port de Saint-Quentin. Les héritiers ne parviennent pas à poursuivre les travaux, et le 23 août 1767, le privilège accordé à Crozat est également révoqué. La propriété du canal revient alors au domaine, les héritiers sont dédommagés pour un peu plus de 3 millions de livres.
La concession revient alors à Laurent de Lionne, qui prolonge ce premier canal jusqu'à Saint-Quentin en 1776. Le canal portera le nom de canal Crozat, ou canal de Picardie jusqu'au début du XXe siècle,.

### Le canal de Saint-Quentin
Un ingénieur militaire, nommé Devic (ou de Vicq), propose plus tard de réunir la Somme à l'Escaut en perçant un canal entre Saint-Quentin et Cambrai.
La difficulté était de traverser le plateau crayeux qui sépare les vallées de la Somme, de l'Escaut et de la Scarpe et d'alimenter le canal au bief de partage, c'est-à-dire à la ligne de partage des eaux. Ce point haut du canal (84 mètres) se situe sur la section du canal comprise entre Lesdins et Vendhuile.
Devic propose de traverser le plateau par un canal souterrain, dans l'espoir que le canal serait alimenté naturellement par les eaux d'infiltration et les eaux de la nappe phréatique. L'idée, qui parait trop ambitieuse à l'époque, est abandonnée. Elle est reprise en 1766 par l'ingénieur Pierre-Joseph Laurent, qui modifie les plans de Devic et dirige les travaux. Ceux-ci seront cependant arrêtés quelques années plus tard, en 1775, sur ordre du contrôleur général des finances Turgot, en raison de la mort de Laurent le 12 octobre 1773 et du manque de fonds dû à la guerre d'Amérique. Cette première galerie est entièrement abandonnée.

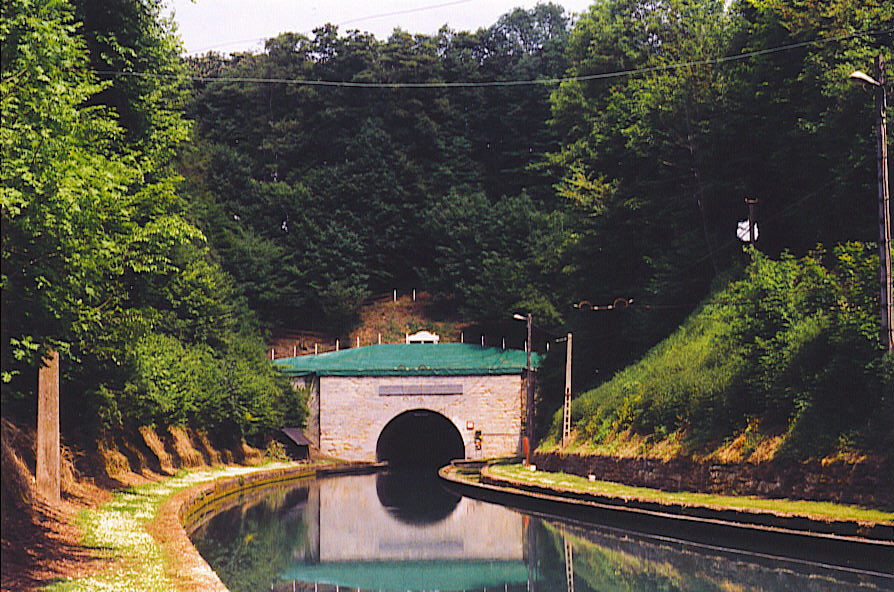
Souterrain de Riqueval : entrée sud.

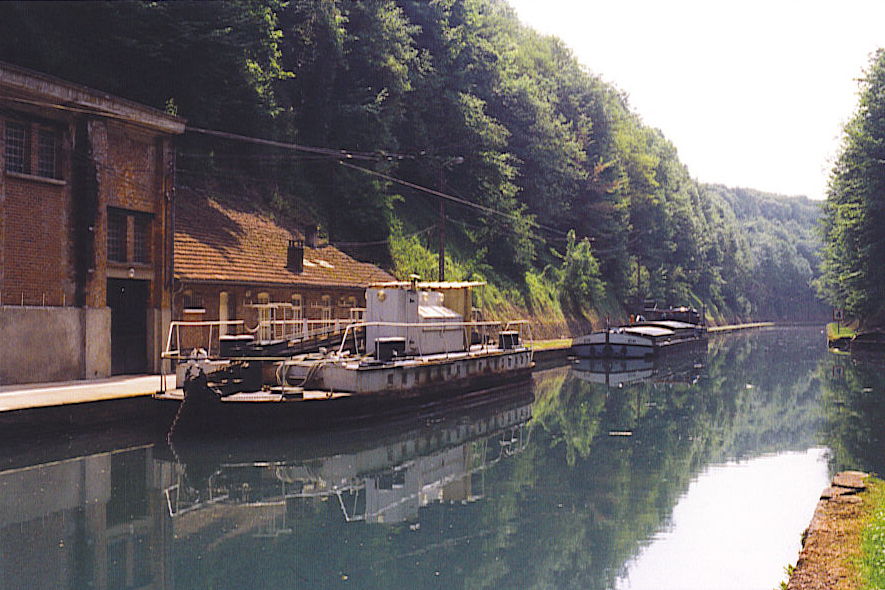
Canal de Saint-Quentin avec toueur à Riqueval.

En 1802 Napoléon donne l'ordre de reprendre les travaux selon les plans de Devic. Ils seront terminés en 1809, au prix du percement de deux souterrains, le « petit souterrain » long de 1 098 mètres entre Lesdins et Lehaucourt et le « grand souterrain » ou « souterrain de Riqueval », long de 5 670 mètres, entre Bellenglise et Vendhuile. Ce sont deux entrepreneurs originaires de la vallée du Giffre, Claude-François Perret et Claude-François Deplace, qui sont chargés du gros-œuvre et se retrouvent à la tête de plusieurs milliers d'hommes. Ce chantier durera presque huit ans. Le canal est inauguré en grande pompe le 28 avril 1810 par l'empereur Napoléon Ier et l'impératrice Marie-Louise.
On s'aperçoit rapidement qu'en période de sécheresse le bief de partage est insuffisamment alimenté : il est donc décidé d'amener de l'eau au canal par une rigole d'alimentation depuis le Noirieux (ou Noirrieu), affluent de l'Oise, jusqu'au canal à Lesdins. La rigole du Noirieux, longue de 20 km, est creusée en 1826. Elle est souterraine entre Vadencourt et Croix-Fonsomme. Le canal est également alimenté par la nappe phréatique, l'Escaut et la Somme au niveau de l’étang d’Isle à Saint-Quentin.
Le canal de Saint-Quentin est porté au XIXe siècle au gabarit Freycinet : il suffit en fait de le creuser davantage, les cotes du gabarit Freycinet reprenant pour l'essentiel celles des péniches qui circulaient sur le canal de Saint-Quentin.
Le canal a connu un trafic intense, servant au transport du charbon et des céréales vers Paris, jusqu'en 1966, date de l'ouverture du canal du Nord.

## Écologie
Le canal de Saint-Quentin accueille de nombreuses espèces de poissons : carpe, gardon, goujon, rotengle, tanche, brochet, sandre, brème, chabot, roy, perche, ablette.

## Ouvrages remarquables sur le tracé
- Souterrains de Riqueval et du Tronquoy ;
- Ponts-canaux de Crèvecœur-sur-l'Escaut et Noyelles-sur-Escaut.

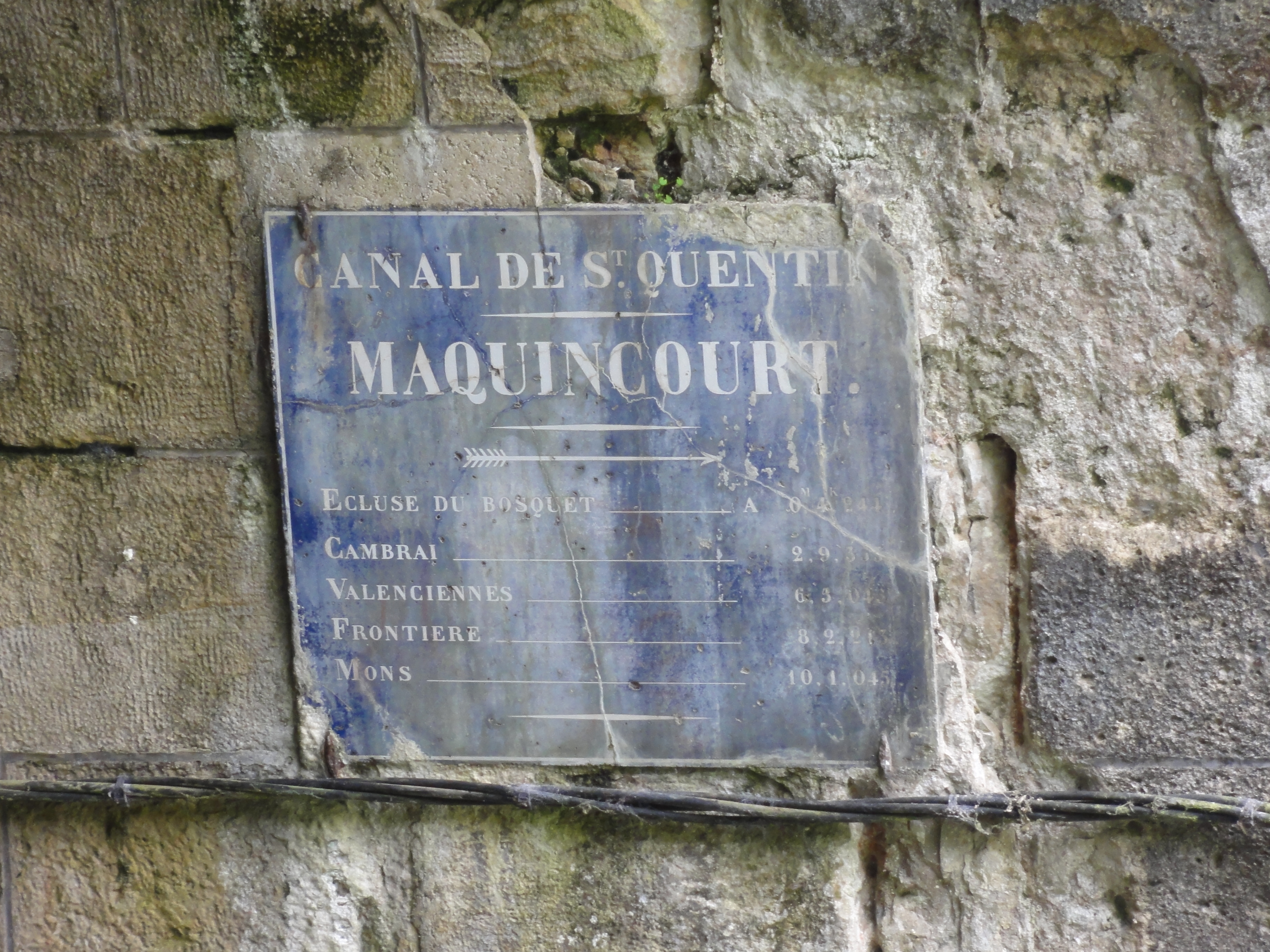
Macquincourt (Bony), plaque à la sortie nord du tunnel de Riqueval.
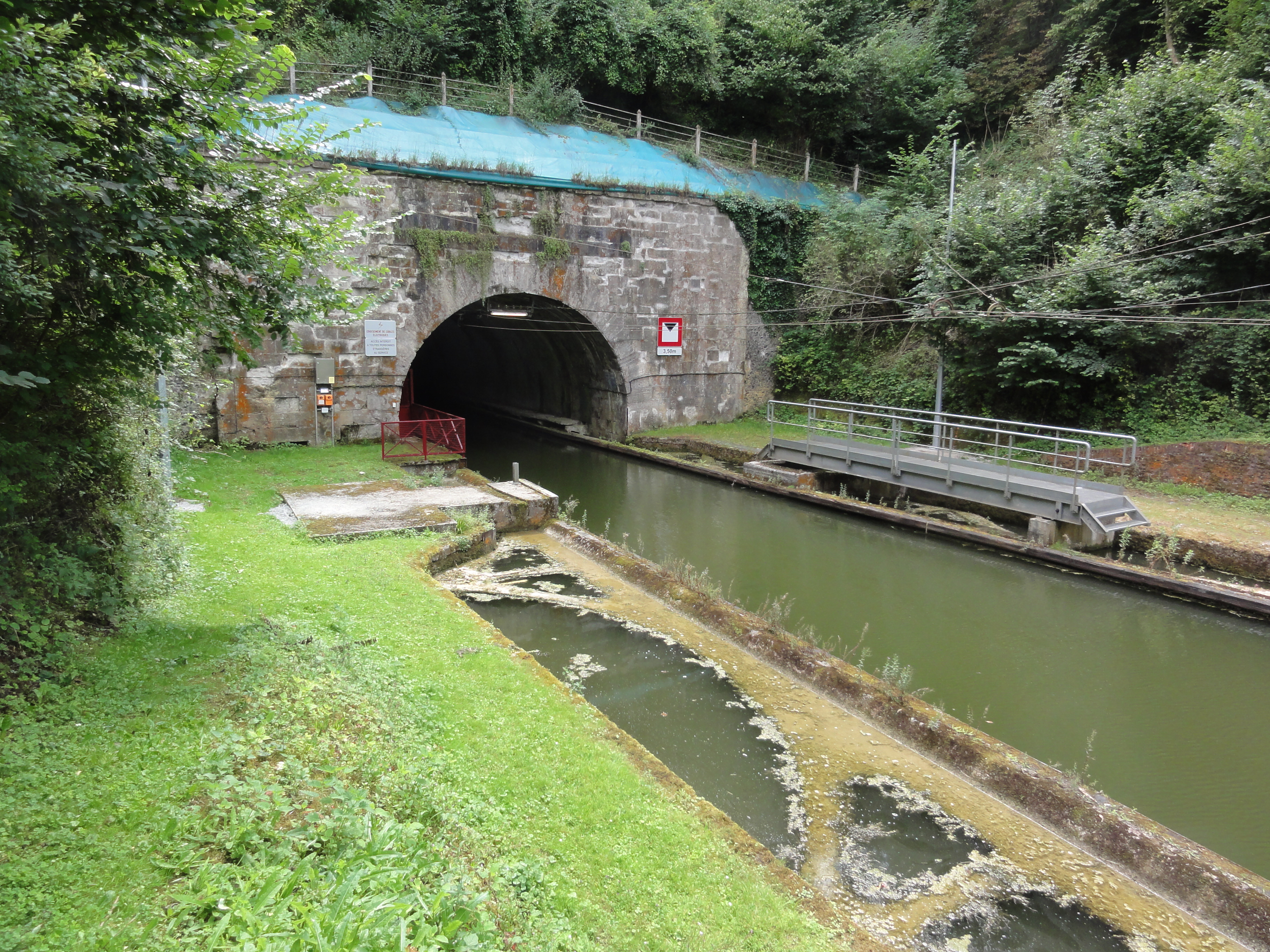
Macquincourt, sortie nord du tunnel de Riqueval.
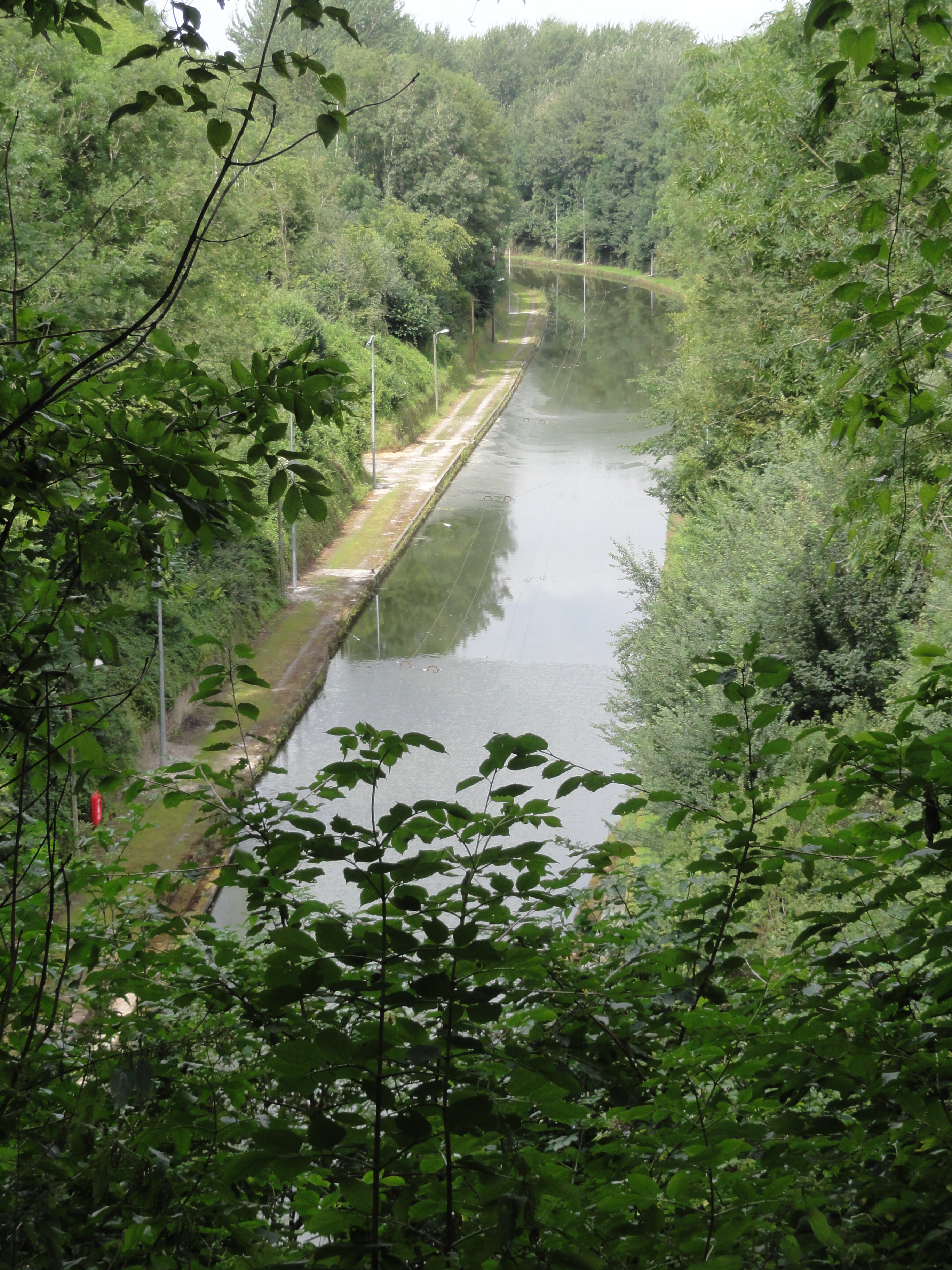
Macquincourt, canal de Saint-Quentin à la sortie nord du tunnel de Riqueval.